# Ferdinand Schröder (Mediziner)

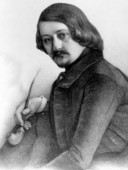
Ferdinand Schröder, um 1850

Ferdinand Schröder (* 8. April 1818 in Zeulenroda; † 24. Januar 1857 ebenda) war ein deutscher Arzt, Politiker (unter anderem als Paulskirchenabgeordneter) und bedeutender Karikaturist.

## Leben

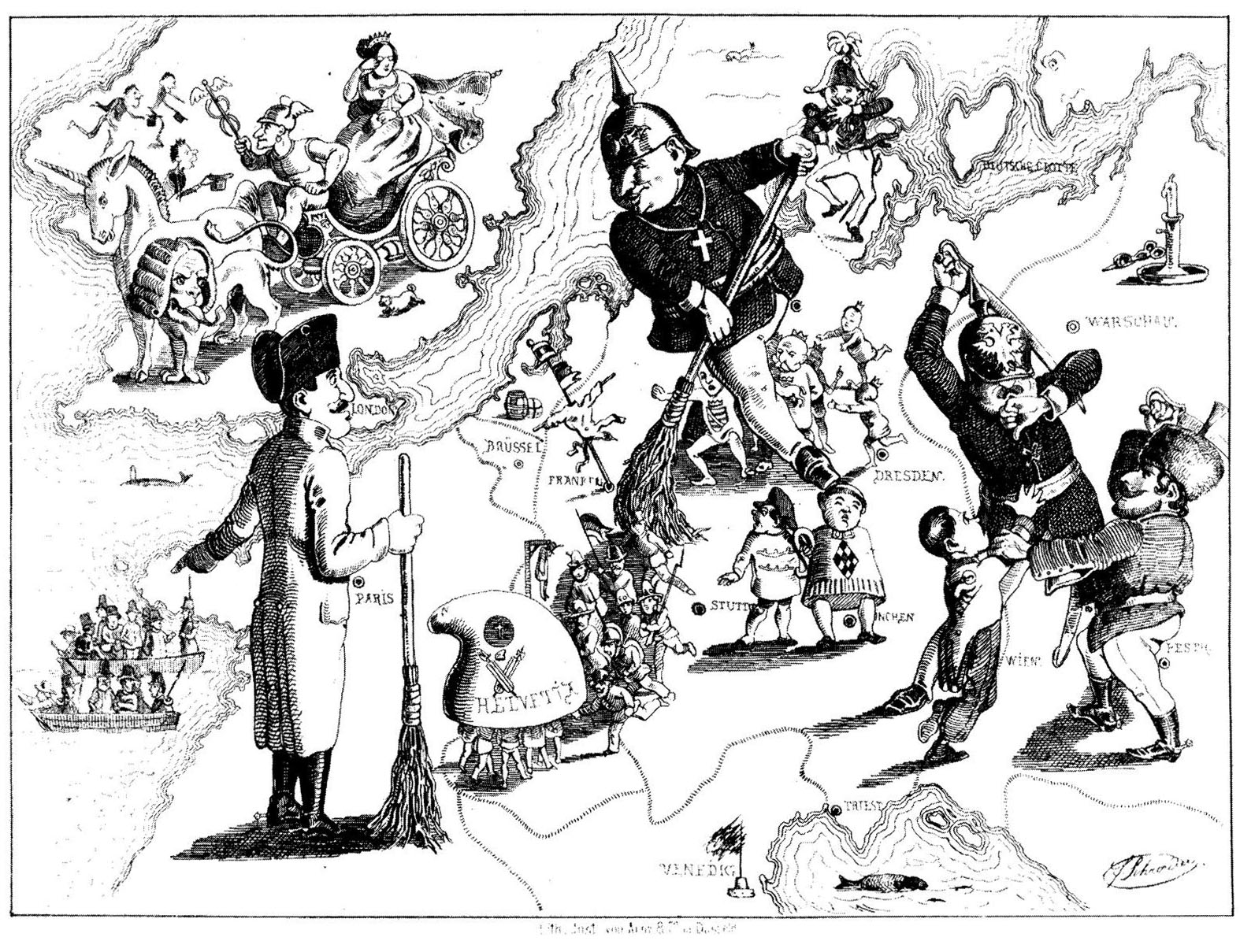
Die Karikatur „Rundgemälde von Europa im August MDCCCXLIX“ von Ferdinand Schröder hat Eingang in zahlreiche Geschichtsbücher gefunden.

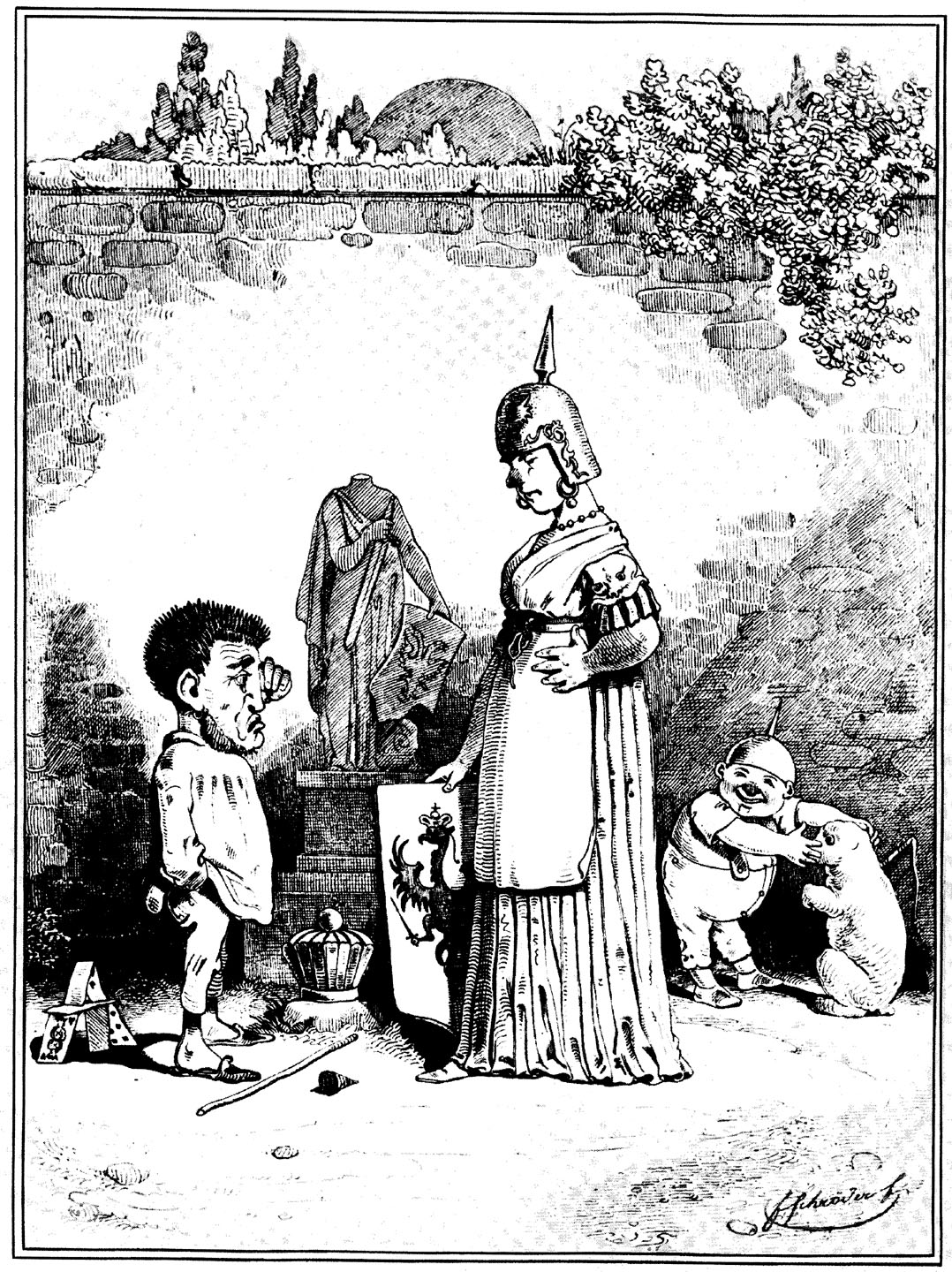
Karikatur „Wat heulst’n kleener Hampelmann“ von Ferdinand Schröder für die Düsseldorfer Monathefte 1849

Schröder wurde als Sohn eines Seifensieders geboren. Er ging zunächst bei einem Kaufmann in die Lehre, ehe er in Gera auf das Gymnasium (Rutheneum) ging. 1838 zog er nach Jena, um dort Medizin zu studieren. Er setzte sein Studium in Würzburg, Wien und Halle fort und schloss es in Jena 1844 mit einem Doktor ab. Während seiner Studienzeit trat er dem Corps der Sachsen bei. Von 1845 bis zu seinem Tod war er in Zeulenroda als praktischer Arzt und insbesondere als Augenarzt tätig. Neben seiner ärztlichen Tätigkeit beschäftigte er sich seit Ende der 1840er Jahre mit dem Zeichnen und fertigte als Mitarbeiter einiger Zeitschriften Karikaturen an. Seine Werke erschienen überwiegend in den Fliegenden Blättern, den Düsseldorfer Monatheften oder im Dorfbarbier. Sein Rundgemälde von Europa im August MDCCCXLIX gilt als bedeutendste Karikatur zur Revolutionen 1848/1849.
Schröder wurde im Alter von 30 Jahren im April 1848 in die Frankfurter Nationalversammlung und als bekannter Volksredner seiner Heimat in den Landtag des Fürstentums gewählt. Er wurde Ende Mai 1849 der Nachfolger Ludwig Bonardys und gehörte der Linken Fraktion (Deutscher Hof) an. Als solcher nahm er am Stuttgarter Rumpfparlament teil. Zu den Vertretern Thüringens in der Frankfurter Nationalversammlung gehörten 16 Abgeordnete. Als Schröder sich in München aufhielt erkrankte er an Typhus und starb nach seiner Rückkehr in Zeulenroda. Er war nicht verheiratet.

## Würdigung
In seiner Heimatstadt trägt der Dr.-Ferdinand-Schröder-Weg seinen Namen. Zum 200. Geburtstag im Jahre 2018 würdigte ihn das Städtische Museum Zeulenroda mit einer Sonderausstellung seiner Karikaturen. Das Museum verfügt nach eigenen Angaben mit geschätzten 350 Blättern über die größte
Ferdinand-Schröder-Sammlung.